# ケル・グレス
ケル・グレス（Kel Gres）は、トゥアレグの氏族（または「太鼓集団」）の連合である。

## 解説
ケル・グレスは17世紀以前にはアイル山地に居住していたことが知られているものの、現代では主にニジェール中南部に居住している。牧畜民であるケル・グレスは、季節ごとに放牧を行う伝統があり、ジンデールやタウア州の定住地から遠く、離れた場所に居住している。